# Fariborz Kamkari
Fariborz Kamkari (in persiano فریبرز کامکاری‎; Mashhad, 2 settembre 1971) è un regista e sceneggiatore iraniano di origine curda attivo in Italia.

## Biografia
Dopo aver conseguito, nel 2002, una laurea in regia inizia a lavorare nel cinema come sceneggiatore e poi regista. 
La sua opera più importante è il film I fiori di Kirkuk (2010), con Mohamed Zouaoui, un film drammatico tratto dal suo romanzo omonimo, presentato al Festival internazionale del film di Roma 2010.
In precedenza aveva diretto The Forbidden Chapter (2005), con il quale vinse il premio di miglior regista al Festival del cinema indipendente di Bruxelles nel 2006, e il documentario Black Tape (2002), vincitore del Gran Premio della Giuria al Festival Cinequest nel 2003 e invitato anche al 59º Festival di Venezia.
Nel 2015 esce il suo ultimo film di fiction, Pitza e datteri. Nato, come i precedenti, da un soggetto che rievoca vicende personali, il film racconta una storia di integrazione con la comicità tipica dei film bollywoodiani e della commedia all'italiana, tradizione alla quale il regista è molto legato. Ambientato a Venezia, che l'originale tematica riattualizza, fra gli interpreti della sgangherata combriccola incontriamo Maud Buquet (la parrucchiera Zara), la bella e rivoluzionaria Esther Elisha, Giuseppe Battiston, il giovane iman Mehdi Meskar, il capo della comunità musulmana della città Hassani Shapi, e il curdo Giovanni Martorana. Il film, uscito nelle sale il 28 maggio 2015 ha suscitato l'interesse di molti Paesi europei e non, forse a riprova dell'urgenza di trattare temi delicati quali l'integrazione a fronte dei trascorsi degli ultimi anni del periodo.
È datato 2020 il suo documentario Kurdbûn - Essere curdo, cronaca dell'assedio, per opera dell'esercito turco, della città a maggioranza curda di Cizre, tra il 2015 e il 2016. Il film viene distribuito in Italia il 12 maggio 2022.

## Filmografia
- Black Tape (Ravayate Makhdush) (2002)
- The Forbidden Chapter (2006)
- I fiori di Kirkuk (Golakani Kirkuk) (2010)
- Pitza e datteri (2015)
- Posso entrare? (2016) - cortometraggio
- Acqua e zucchero: Carlo Di Palma, i colori della vita (2016) - documentario
- Kurdbûn - Essere curdo (2020) - documentario